# Melody (Dearの曲)
『Melody』（メロディー）は、Dearのメジャーデビューシングル。1996年6月5日にPLATINUM RECORDSより発売された。
ウィークエンドドラマ『変［HEN］』の主題歌。この曲でDearは自身最高となる売上枚数を記録した。現在は廃盤。

## 収録曲
1. Melody
作詞：Mahiro、作曲：℮iri、編曲：Dear・辻剛
2. CATCH!
作詞：Mahiro、作曲：℮iri、編曲：Dear・辻剛
3. Melody (オリジナル・カラオケ)